# 구드룬 란트그레베
구드룬 란트그레베(독일어: Gudrun Landgrebe, 1950년 6월 20일~)는 독일의 배우이다.

## 작품 목록

### 영화
- 한나를 위한 소나타 (2011년) - 이리나 살로모노와 역
- 하이마트 (2006년)
- 광고맨 빅터 포겔 (2001년)
- 미이라 - 잃어버린 성전 (2000년)
- 포이즈너 (1998년)
- 로시니 (1997년)
- 카프카의 연인 밀레나 (1991년)
- 라이브 캣 (1988년)
- 베를린 어페어 (1985년)
- 레들 대령 (1985년)